# 311 (band)
311, ook bekend als "three eleven", is een rockband uit Omaha. De groep werd in 1988 gevormd door de zanger en gitarist Nick Hexum, leadgitarist Jim Watson, bassist Aaron "P-Nut" Wills en drummer Chad Sexton. Watson werd in 1990 vervangen door Tim Mahoney. In 1992 trad Doug "SA" Martinez toe als tweede zanger en turntablist.
311 heeft een uitgebreide discografie opgebouwd, bestaande uit 13 studioalbums, twee live-albums, vier compilatiealbums, vier EP's en vier dvd's. Na een reeks onafhankelijke releases tekende de band in 1992 bij Capricorn Records, wat resulteerde in de uitgave van de albums Music (1993) en Grassroots (1994) met bescheiden succes. Echter, hun titelloze album, uitgebracht in 1995, bereikte nummer 12 in de Billboard 200, dankzij hits als "Down" en "All Mixed Up", waarvan de eerste bovenaan de Billboard Hot Modern Rock-nummers van 1996 stond. De daaropvolgende drie albums van de band - Transistor (1997), Soundsystem (1999) en From Chaos (2001) - werden ook goed ontvangen, waarbij Transistor platina behaalde en de laatste twee goud. Het verzamelalbum Greatest Hits '93 –'03 uit 2004 werd eveneens bekroond met platina. Het meest recente studioalbum van de band is Voyager, uitgebracht in 2019. Vanaf 2022 heeft 311 meer dan 10 miljoen platen verkocht in de Verenigde Staten.
De bandnaam werd gekozen door Wills, geïnspireerd op de politiecode voor naaktlopen in Omaha, nadat een vriend van de band was gearresteerd en beboet voor naaktzwemmen in een openbaar zwembad.

## Geschiedenis

### Vroege opnames (1988-1992)
De eerste onafhankelijke uitgave van 311 was de Downstairs EP, opgenomen in 1989 in de kelder van Nick Hexum. In tegenstelling tot veel van hun latere releases, ontbrak het aan cover art. Het omvatte het nummer "Feels So Good", dat later opnieuw werd opgenomen of geremasterd voor het album Music, en het is een vast onderdeel geworden van de meeste live-optredens van 311.
In 1990 produceerde 311 300 cassettes van hun tweede onafhankelijke release, genaamd Dammit! Het album werd opgenomen in IEV Studios in Papillion, Nebraska.
In 1991 verving Tim Mahoney Jim Watson op gitaar, en 311 bracht hun derde onafhankelijke release, genaamd Unity, uit. Dit album werd opgenomen in Rainbow Recording Studios in Omaha. Er werden 1000 cd's en 500 cassettes van Unity geproduceerd, die vervolgens op consignatiebasis werden gedistribueerd en tijdens optredens werden verkocht. De band begon headliner te worden in lokale clubs, waaronder The Ranch Bowl en okol Auditorium. Er circuleert een gerucht dat rond deze tijd een nummer genaamd "Spooky Breakfast" is opgenomen, maar er is nooit officieel over gesproken. Hoewel er geruchten zijn dat het nummer verloren is gegaan en vaak wordt gezocht, is het nooit door iemand in de band genoemd of op een van de vroege demo's en EP's van de band verschenen.
In 1992 werd SA Martinez, die de afgelopen jaren al verschillende keren als zanger had opgetreden met 311, officieel uitgenodigd om zich bij de band aan te sluiten. Ze namen een demo op met zes nummers genaamd Hydroponic, ook opgenomen in Rainbow Recording Studios, en verhuisden vervolgens naar Los Angeles. Binnen enkele maanden na deze ontwikkelingen tekende 311 een platencontract bij Capricorn Records.

## Bandleden
- Nick Hexum – zang, gitaar, keyboards
- Aaron "P-Nut" Wills – basgitaar
- Chad Sexton – drums
- Tim Mahoney – leadgitaar
- Doug "SA" Martinez – zang, draaitafels

## Discografie
- Music (1993)
- Grassroots (1994)
- 311 (1995)
- Transistor (1997)
- Soundsystem (1999)
- From Chaos (2001)
- Evolver (2003)
- Don't Tread on Me (2005)
- Uplifter (2009)
- Universal Pulse (2011)
- Stereolithic (2014)
- Mosaic (2017)
- Voyager (2019)